# 계곡초등학교
계곡초등학교는 대한민국 전라남도 해남군 계곡면 성진리에 있는 초등학교다.

## 학교 연혁
- 1921년 9월 15일 성진공립보통학교 개교
- 1938년 4월 1일 교명 변경 (성진공립심상소학교)
- 1941년 4월 1일 교명 변경 (성진공립국민학교)
- 1947년 4월 1일 성진국민학교로 개칭
- 1981년 3월 13일 병설유치원 개원
- 1992년 3월 1일 계곡동국민학교 통합
- 1996년 3월 1일 계곡초등학교로 개칭
- 2000년 9월 1일 계곡서초등학교 분교 편입
- 2009년 3월 1일 계곡서분교장 본교 통합
- 2018년 3월 1일 강정금 교장 부임(제24대)
- 2019년 2월 15일 제94회 졸업(졸업생 총5,456명)
- 2020년 2월 6일 제95회 졸업(졸업생 총5,463명)
- 2021년 2월 9일 제96회 졸업(졸업생 총5,467명)
- 2022년 3월 1일 김옥분 교장 부임(제25대)

## 학교 상징
- 교화 - 동백꽃 : 겸손한 아름다움, 자랑
- 교목 - 소나무 : 늘 푸른 기상

## 참고 자료
- 계곡초등학교 - 한국교육학술정보원 학교알리미